# Black Reel Awards 2019

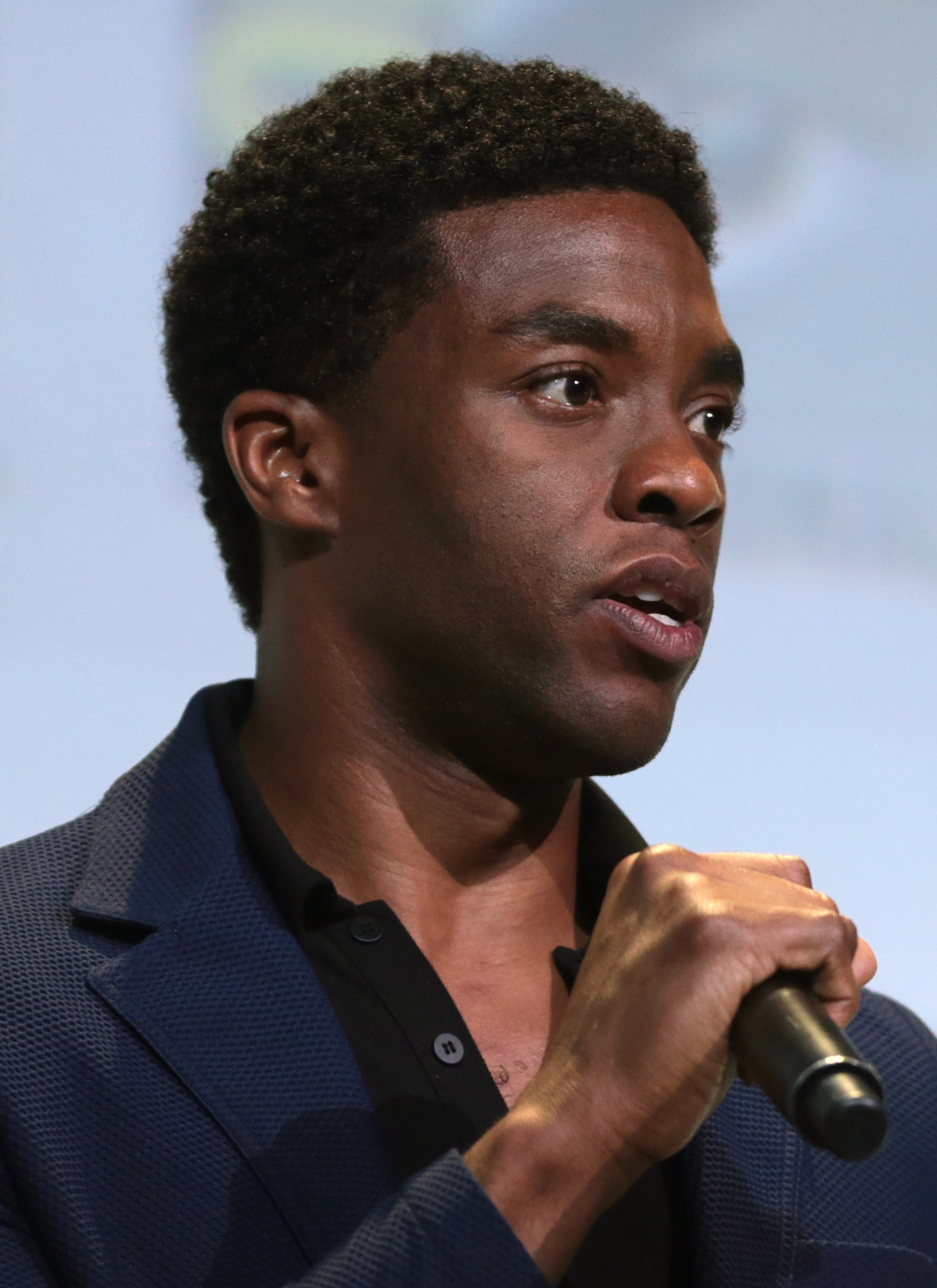
Chadwick Boseman, vítěz v kategorii nejlepší mužský herecký výkon v hlavní roli

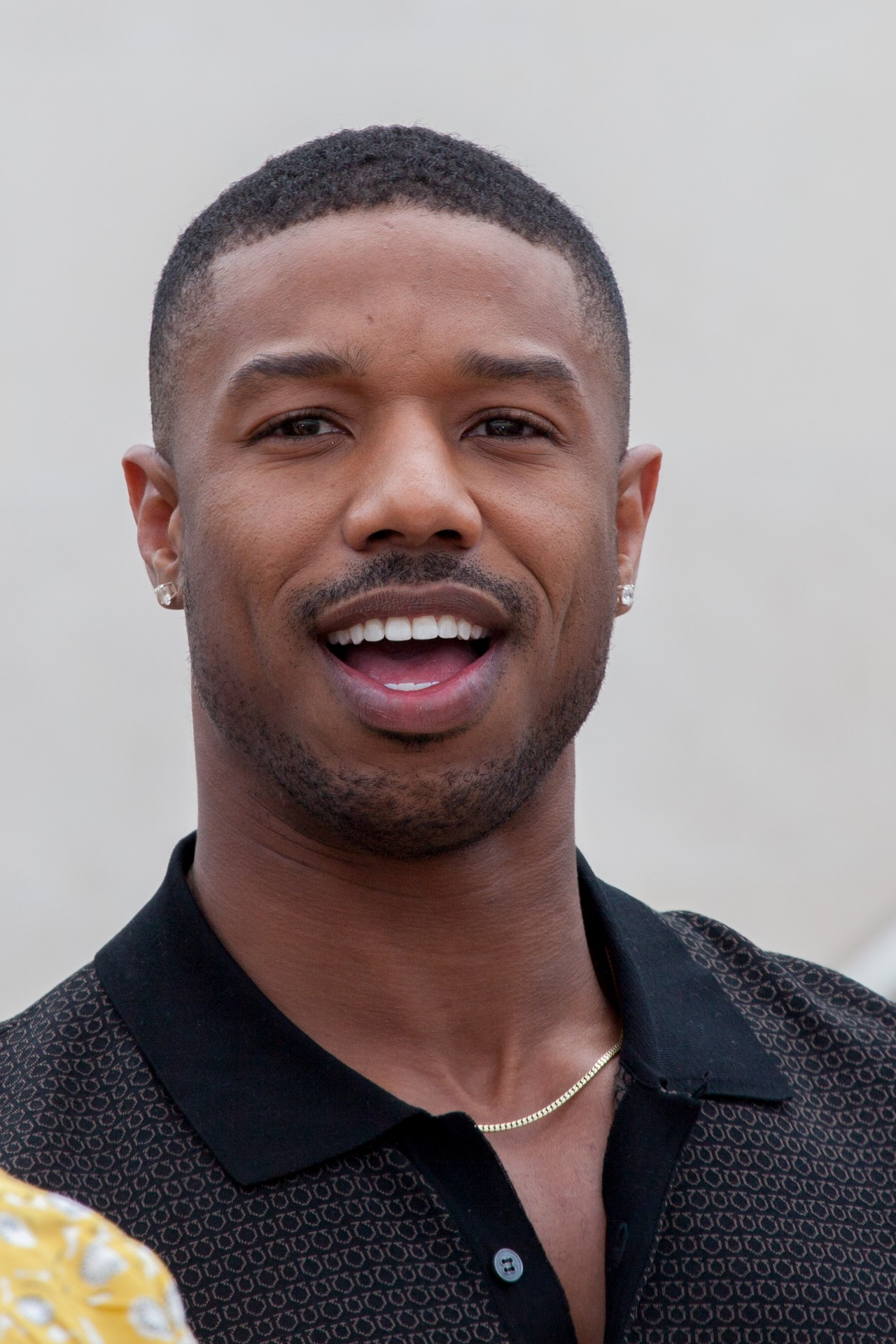
Michael B. Jordan, vítěz v kategorii nejlepší mužský herecký výkon ve vedlejší roli

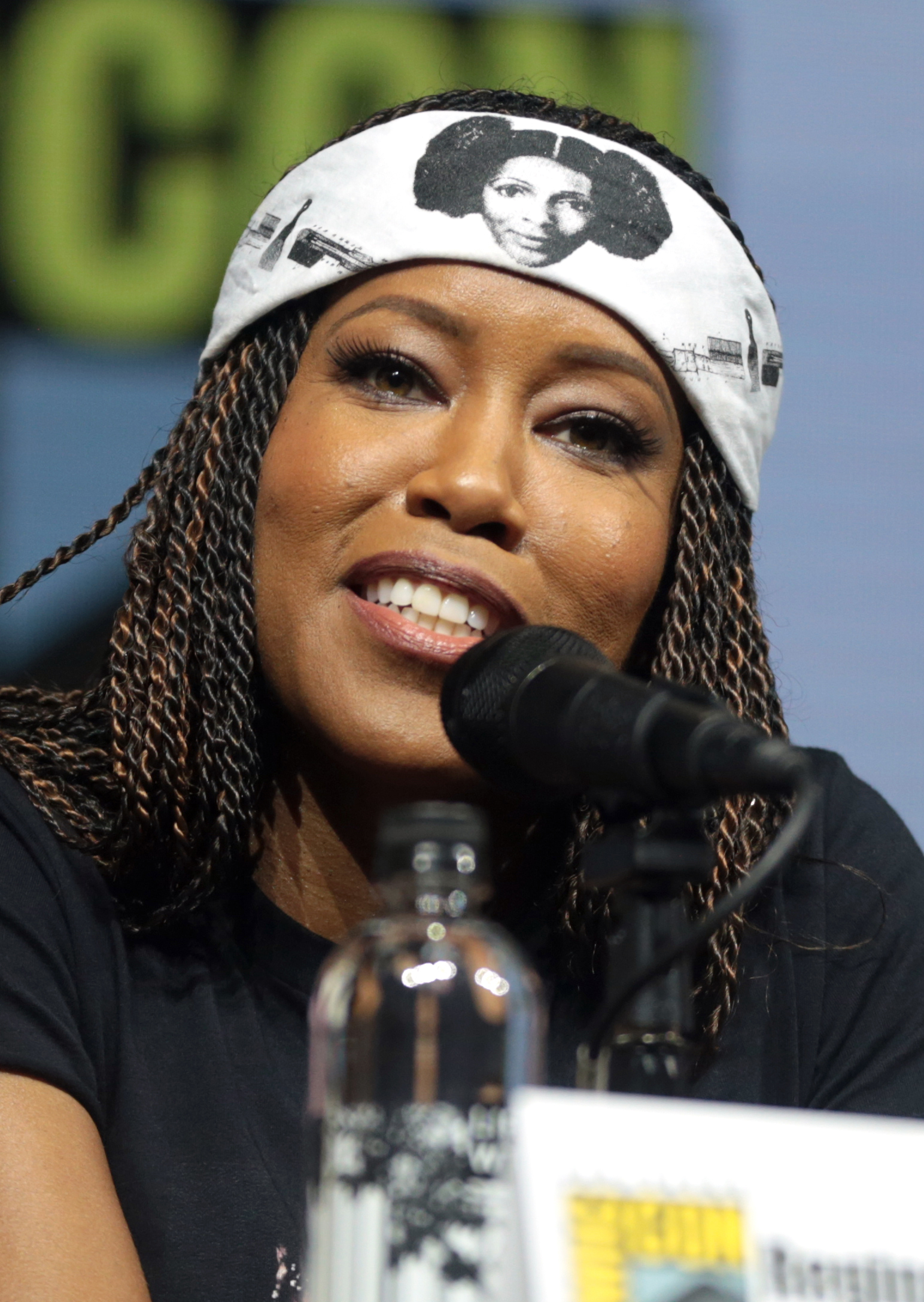
Regina Kingová, vítězka v kategorii nejlepší ženský herecký výkon ve vedlejší roli

19. ročník předávání cen Black Reel Awards se konal dne 7. února 2019. Film Black Panther získal rekordní počet nominací, celkem 18. Nejvíce nominací v oblasti televize získal seriál Když nás vidí, celkem 17. 3. ročník předávání cen Black Reel Awards v oblasti televize se konal 1. srpna 2019.

## Vítězové a nominace

### Film
Tučně jsou označeni vítězové
| Nejlepší film | Nejlepší režie |
| --- | --- |
| Black Panther - BlacKkKlansman - Zelená kniha - Kdyby ulice Beale mohla mluvit - Vdovy | Ryan Coogler – Black Panther - Spike Lee – BlacKkKlansman - Barry Jenkins – Kdyby ulice Beale mohla mluvit - Boots Riley – Sorry to Bother You - Steve McQueen – Vdovy                                                                                          |
| Nejlepší mužský herecký výkon v hlavní roli | Nejlepší ženský herecký výkon v hlavní roli |
| Chadwick Boseman – Black Panther - Michael B. Jordan – Creed II - John David Washington – BlacKkKlansman - Keith Stanfield –Sorry to Bother You - Stephan James – Kdyby ulice Beale mohla mluvit                                                                     | KiKi Layne – Kdyby ulice Beale mohla mluvit - Viola Davis– Vdovy - Zoe Renee – Jinn - Amandla Stenberg – Nenávist, kterou jsi probudil - Regina Hall – Holky sobě                                                                                               |
| Nejlepší mužský herecký výkon ve vedlejší roli | Nejlepší ženský herecký výkon ve vedlejší roli |
| Michael B. Jordan – Black Panther - Russell Hornsby – Nenávist, kterou jsi probudil - Daniel Kaluuya – Vdovy - Mahershala Ali – Zelená kniha - Brian Tyree Henry – Kdyby ulice Beale mohla mluvit                                                                    | Regina Kingová – Kdyby ulice Beale mohla mluvit - Letitia Wright – Black Panther - Danai Gurira – Black Panther - Lupita Nyong'o – Black Panther - Simone Missick – Jinn                                                                                        |
| Objev roku – muž | Objev roku – žena |
| Winston Duke – Black Panther - John David Washington – BlacKkKlansman - Donald Glover – Solo: Star Wars Story - Brian Tyree Henry – Kdyby ulice Beale mohla mluvit - Daveed Diggs – Blindspotting                                                                    | Letitia Wright – Black Panther - Cynthia Erivo – Zlý časy v El Royale - Laura Harrier – BlacKkKlansman - KiKi Layne – Kdyby ulice Beale mohla mluvit - Zoe Renee – Jinn                                                                                         |
| Nejlepší casting | Nejlepší scénář |
| Sarah Finn – Black Panther - Cindy Tolan – Sorry to Bother You - Cindy Tolan – Kdyby ulice Beale mohla mluvit - Francine Maisler, Mickie Paskal & Jennifer Rudnicke – Vdovy - Kim Coleman – BlacKkKlansman                                                           | Boots Riley – Sorry to Bother You - Steve McQueen & Gillian Flynnová – Vdovy - Spike Lee, Kevin Willmott, Charlie Wachtel a David Rabinowitz – BlacKkKlansman - Ryan Coogler a Joe Robert Cole – Black Panther - Barry Jenkins – Kdyby ulice Beale mohla mluvit |
| Nejlepší dokument | Nejlepší nezávislý film |
| - Quincy – Alan Hicks & Rashida Jones - Whitney – Kevin Macdonald - Hale County ráno i večer – RaMell Ross - Nerovná jízda – Bing Liu - Amazing Grace – Sydney Pollack                                                                                               | - Jinn – Nijla Mumin - A Boy. A Girl. A Dream. – Qasim Basir - Roxanne Roxanne – Michael Larnell - Monsters and Men – Reinaldo Marcus Green - Yardie – Idris Elba                                                                                               |
| Nejlepší krátkometrážní film | Nejlepší nezávislý dokument |
| - The Tale of Four – Gabourey Sidibe - Jump – Kofi Siriboe - WTFIMH: What the Fuck is Mental Health – Kofi Siriboe - Vlasodlakyně – Mariama Diallo - Funk Force – Desmond Levi Jackson                                                                               | - Sammy Davis Jr.: I’ve Gotta Be Me – Samuel D. Pollard - Basquiat: Rage to Riches – David Schulman - Lorraine Hansberry: Sighted Eyes/Feeling Heart – Tracey Heather Strain                                                                                    |
| Nejlepší cizojazyčný film | Nejlepší dabing |
| Lionheart (Nigérie) – Genevieve Nnaji - Green Days by the River (Trinidad a Tobago) – Michael Mooleedhar - Where Hands Touch (Spojené království) – Amma Asante - Vaya (Jihoafrická republika) – Akin Omotoso - Rafiki (Keňa) – Wanuri Kahiu                         | Shameik Moore – Spider-Man: Paralelní světy - Taraji P. Henson – Raubíř Ralf a internet - Samuel L. Jackson – Úžasňákovi 2 - Mahershala Ali – Spider-Man: Paralelní světy - Brian Tyree Henry – Spider-Man: Paralelní světy                                     |
| Nejlepší nový režisér | Nejlepší první scénář |
| Boots Riley – Sorry to Bother You - Idris Elba – Yardie - Rashida Jones – Quincy - Nijla Mumin – Jinn - Reinaldo Marcus Green – Monsters and Men | Boots Riley – Sorry to Bother You - Daveed Diggs & Rafael Casal – Blindspotting - Reinaldo Marcus Green – Monsters and Men - Michael Larnell – Roxanne Roxanne - Nijla Mumin – Jinn                                                                             |
| Nejlepší píseň | Nejlepší skladatel |
| „All the Stars“ – Black Panther – Kendrick Lamar & SZA - „We Won’t Move“ – Nenávist, kterou jsi probudil – Arlissa - „Love Lies“ – Já, Simon – Khalid a Normani - „Pray for Me“ – Black Panther – The Weeknd a Kendrick Lamar - „I’ll Fight“ – RBG – Jennifer Hudson | Nicholas Britell – Kdyby ulice Beale mohla mluvit - Terence Blanchard – BlacKkKlansman - Ludwig Göransson – Creed II - Ludwig Göransson – Black Panther - Dustin O’Halloran – Nenávist, kterou jsi probudil                                                     |
| Nejlepší kamera | Nejlepší kostýmy |
| James Laxton – Kdyby ulice Beale mohla mluvit - Chayse Irvin– BlacKkKlansman - Tobias A. Schliessler – V pasti času - Rachel Morrison – Black Panther - Sean Bobbitt – Vdovy                                                                                         | Ruth E. Carter – Black Panther - Marci Rodgers– BlacKkKlansman - Caroline Eselin – Kdyby ulice Beale mohla mluvit - Deirdra Elizabeth Green – Sorry to Bother You - Paco Delgado – V pasti času                                                                 |
| Nejlepší výprava | |
| Hannah Beachler – Black Panther - Marci Mudd – BlacKkKlansman - Mark Friedberg – Kdyby ulice Beale mohla mluvit - Naomi Shohan – V pasti času - Tim Galvin – Zelená kniha                                                                                            | |

### Televize
Vítězové jsou označeni tučně.
| Nejlepší seriál (drama) | Nejlepší mužský herecký výkon v hlavní roli (drama) |
| --- | --- |
| Tohle jsme my - Pose - Drápy - Black Lightning - Fotbalový talent | Billy Porter – Pose - Sterling K. Brown – Tohle jsme my - Brandon Micheal Hall – God Friended Me - Damson Idris – Sněží! - Kofi Siriboe – Queen Sugar |
| Nejlepší ženský herecký výkon v hlavní roli (drama) | Nejlepší mužský herecký výkon ve vedlejší roli (drama) |
| Rutina Wesley – Queen Sugar - Dawn-Lyen Gardner – Queen Sugar - Niecy Nash – Drápy - Angela Bassettová – Záchranáři L. A. - Alfre Woodard – Luke Cage | Joe Morton – God Friended Me - Nicholas L. Ashe – Queen Sugar - Orlando Jones – Američtí bohové - Giancarlo Esposito – Volejte Saulovi - Mustafa Shakir – Luke Cage |
| Nejlepší ženský herecký výkon ve vedlejší roli (drama) | Nejlepší režie (drama) |
| Susan Kelechi Watson – Tohle jsme my - Tina Lifford – Queen Sugar - Lynn Whitfield – Greenleaf - Karimah Westbrook – Fotbalový talent - Indya Moore – Pose | „Don't Take My Sunshine Away“ – Tohle jsme my – George Tillman Jr. - „The Book of Apocalypse: Chapter Two: The Omega“ – Black Lightning – Salim Akil - „A Rock, A River, A Tree“ from Queen Sugar – DeMane Davis - „Love is the Message“ – Pose – Janet Mock - „R&B“ – Tohle jsme my – Kevin Hooks |
| Nejlepší scénář (komedie) | Nejlepší mužský herecký výkon v hostující roli (drama) |
| „Our Little Island Girl“ – Tohle jsme my – Eboni Freeman - „Scream“ – Drápy – Maisha Closson - „Unfriended“ – God Friended Me – Safia M. Dirie - „Love is the Message“ – Pose – Janet Mock & Ryan Murphy - „R&B“ – Tohle jsme my – Kay Oyegun                                                                  | Rob Morgan – Tohle jsme my - Carl Lumbly – Tohle jsme my - Mahershala Ali – Pokoj 104 - Ron Cephas Jones – Luke Cage - Common – The Chi |
| Nejlepší ženský herecký výkon v hostující roli (drama) | Nejlepší seriál (komedie) |
| Phylicia Rashad – Tohle jsme my - Erika Alexander – Black Lightning - Rutina Wesley – Živí mrtví - Marla Gibbs – Námořní vyšetřovací služba - Cicely Tyson – Vražedná práva | Nesvá - Black-ish - Grown-ish - Drsná čtvrť - Ona to musí mít |
| Nejlepší mužský herecký výkon v hlavní roli (komedie) | Nejlepší ženský herecký výkon v hlavní roli (komedie) |
| Don Cheadle – Černé pondělí - Anthony Anderson – Black-ish - Tracy Morgan – The Last O.G. - Idris Elba – Ukaž se, Charlie - Keegan-Michael Key – Přátelé z výšky | Issa Rae – Nesvá - Tracee Ellis Ross – Black-ish - Tiffany Haddish – The Last O.G. - DeWanda Wise – Ona to musí mít - Regina Hall – Černé pondělí |
| Nejlepší mužský herecký výkon ve vedlejší roli (komedie) | Nejlepší ženský herecký výkon ve vedlejší roli (komedie) |
| Tituss Burgess – Nezdolná Kimmy Schmidt - Kenan Thompson – Saturday Night Live - Laurence Fishburne – Black-ish - Jay Ellis – Nesvá - Anthony Ramos – Ona to musí mít | - Jenifer Lewis – Black-ish - Leslie Jones – Saturday Night Live - Yvonne Orji – Nesvá - Natasha Rothwell – Nesvá - Marsai Martin – Black-ish |
| Nejlepší režie (komedie) | Nejlepší scénář (komedie) |
| „Black Like Us“ – Black-ish – Salli Richardson - „High-Like“ – Nesvá – Millicent Shelton - „Ghost-Like“ – Nesvá – Regina Kingová - „Purple Rain“ – Black-ish – Charles Stone III - „Black History Month“ – Black-ish – Tracee Ellis Ross                                                                       | „Black Like Us“ – Black-ish - Peter Saji - „Relatively Grown Man“ – Black-ish – Steven White - „Ghost-Like“ – Nesvá – Issa Rae & Natasha Rothwell - „Obsessed-Like“ – Nesvá – Prentice Penny - „#NationTime“ – Ona to musí mít – Radha Blank                                                       |
| Nejlepší mužský herecký výkon v hostující roli (komedie) | Nejlepší ženský herecký výkon v hostující roli (komedie) |
| Katt Williams – Black-ish - Idris Elba – Saturday Night Live - Ernie Hudson – Hráči - Kenan Thompson – Nezdolná Kimmy Schmidt - RuPaul – Grace a Frankie | Anna Deavere Smith – Black-ish - Rosie Perez – Ona to musí mít - Marla Gibbs – Rel - Maya Rudolph – Dobré místo - Regina Kingová – Teorie velkého třesku |
| Nejlepší TV film nebo minisérie | Nejlepší mužský herecký výkon v hlavní roli (TV film/minisérie) |
| Když nás vidí - Syn černého lidu - The Bobby Brown Story - Luther - Temný případ | Jharrel Jerome – Když nás vidí - Ashton Sanders – Syn černého lidu - Mahershala Ali – Temný případ - Woody McClain – The Bobby Brown Story - Idris Elba – Luther |
| Nejlepší ženský herecký výkon v hlavní roli (TV film/minisérie) | Nejlepší mužský herecký výkon ve vedlejší roli (TV film/minisérie) |
| Niecy Nash – Když nás vidí - Aunjanue Ellis – Když nás vidí - Michaela Coel – Vzestup černé země - Emayatzy Corinealdi – The Red Line - Alfre Woodard – Juanita | Michael K. Williams – Když nás vidí - Asante Blackk – Když nás vidí - Caleel Harris – Když nás vidí - Marquis Rodriguez – Když nás vidí - Michael Ealy – Being Mary Jane |
| Nejlepší ženský herecký výkon ve vedlejší roli (TV film/minisérie) | Nejlepší režie (TV film/minisérie) |
| Marsha Stephanie Blake – Když nás vidí - Kylie Bunbury – Když nás vidí - Isis King – Když nás vidí - Carmen Ejogo – Temný případ - Marla Gibbs – Live in Front of a Studio Audience: Norman Lear's All in the Family and The Jeffersons                                                                        | Když nás vidí – Ava DuVernay - Juanita – Clark Johnson - Syn černého lidu – Rashid Johnson - The Bobby Brown Story – Kiel Adrian Scott - „We All Must Care“ – The Red Line – Victoria Mahoney |
| Nejlepší scénář (TV film/minisérie) | Nejlepší dokument nebo TV speciál |
| "Part 1" – Když nás vidí - Ava DuVernay, Julian Breece & Attica Locke - "Part 2" – Když nás vidí – Ava DuVernay, Julian Breece & Attica Locke - "Part 3" – Když nás vidí – Ava DuVernay & Robin Swicord - "Part 4" – Když nás vidí – Ava DuVernay & Michael Starrbury - The Bobby Brown Story – Abdul Williams | - Surviving R. Kelly - Wu-Tang Clan: Of Mics and Men - HΘMΣCΘMING - Život a smrt Sandry Blandové - Rest in Power: The Trayvon Martin Story |
| Nejlepší hudba | |
| - Pose - Nesvá - Když nás vidí - Greenleaf - Empire' | |